# André Labatut
André Labatut (18 de julho de 1891 – 30 de setembro de 1977) foi um esgrimista francês que participou dos Jogos Olímpicos de Verão de 1920, de 1924 e de 1928, sob a bandeira da França.